# Ia (genus)
Ia es un género de murciélagos perteneciente a la familia Vespertilionidae, dentro de la subfamilia Vespertilioninae y clasificado en la tribu Vespertilionini. Este género fue descrito por Oldfield Thomas en 1902, quien identificó su única especie viviente conocida, el gran murciélago vespertino (Ia io), presente en el este y sureste de Asia, particularmente en países como China, Vietnam, Tailandia y Myanmar. Este murciélago es notable por su tamaño comparativamente grande dentro de la familia Vespertilionidae.
El género Ia ha sido históricamente controversial en cuanto a su clasificación. Originalmente se colocó dentro de otros géneros, como Pipistrellus o Eptesicus, debido a la falta de claridad en la delimitación de géneros dentro de la familia Vespertilionidae. Sin embargo, revisiones taxonómicas posteriores y análisis genéticos apoyan su reconocimiento como género separado.

## Especies
Ia comprende dos especies: una especie viviente y una especie fósil extinta.
- Ia io - la única especie viviente actualmente reconocida. Esta especie se caracteriza por sus alas largas y estrechas, adaptadas para un vuelo rápido en espacios abiertos. Ia io prefiere hábitats en zonas boscosas o de montaña, donde habita cuevas y formaciones rocosas como refugio.
- Ia ianna - especie extinta, identificada a partir de restos fósiles hallados en depósitos del Mioceno en Tailandia. La especie fue descrita por Mien y Ginsburg en 1997 en un estudio sobre mamíferos de este periodo.[2]

## Historia y sinonimia
En el pasado, Ia fue considerado un sinónimo o subgénero de los géneros Pipistrellus y Eptesicus. El género Parascotomanes, descrito por Bourret en 1942, fue posteriormente considerado un sinónimo de Ia, aunque el conocimiento moderno sobre las relaciones evolutivas y características morfológicas entre especies de murciélagos ha permitido establecerlo como género separado.

## Distribución y hábitat
La especie Ia io se distribuye en regiones montañosas y de bosques del este y sureste de Asia, adaptándose a zonas de altitud media donde encuentra refugio en cuevas y acantilados. La especie es insectívora, y su morfología está adaptada para la caza en vuelo rápido en zonas despejadas.

## Estado de conservación
El gran murciélago vespertino (Ia io) está clasificado como especie de preocupación menor en la Lista Roja de la UICN, ya que aunque tiene una distribución amplia, se enfrenta a amenazas como la destrucción de hábitats y la perturbación de sus refugios en cuevas. Sin embargo, aún se necesita más investigación para evaluar adecuadamente las tendencias poblacionales de esta especie.